# Paratorna
Paratorna is een geslacht van vlinders van de familie bladrollers (Tortricidae), uit de onderfamilie Tortricinae.

## Soorten
- P. catenulella (Christoph, 1882)
- P. cuprescens Fal'kovich, 1965
- P. dorcas Meyrick, 1907
- P. fenestralis Razowski, 1964
- P. oenina Diakonoff, 1976
- P. schintlmeisteri Razowski, 1990